# Нижнерейнские диалекты
Нижнере́йнские диале́кты (нем. Niederrheinisch) — собирательное название для целой группы диалектов в Северном Рейне-Вестфалии. Диалекты используются наряду с устным нижнефранкским на территории административного округа Дюссельдорф.

## Классификация
Нижнерейнские диалекты делятся на три поддиалекта, каждый из которых носители считают своим языком: они не объединяют себя как носители нижнерейнского, скорее — как носители клеверландского или мёльмского диалекта. Пространственно же можно выделить три граничные диалектные области:
- Северонижнефранкский (клеверландский) диалект (Nordniederfränkisch или Kleverländisch) — распространён под Нижним Рейном (Клеве, Везель) и в нижнерейнской области Рура (Дуйсбург).
- Восточнобергский диалект (Ostbergisch) — переходный к вестфальскому и рипуарскому; распространение: Мюльхайм-ан-дер-Рур, Верден (Эссен), Лангенберг (Рейнская область) и восточная часть графства Берг.
- Южнонижнефранкский диалект (Südniederfränkisch) — Крефельд, Мёнхенгладбах, округа Фирзен, Хайнсберг, северная часть Рейн-Нойса, Меттман, большая часть Дюссельдорфа, Золинген и Ремшайд.

Клеверландский и восточнобергский диалекты могут быть однозначно отнесены к нижнефранкским языкам, и от южнонижнефранкского отделяются линией Урдингена. По своим лингвистическим характеристикам они очень близки к нидерландскому языку. На юге нижнерейнские отделены от средненемецких линией Бенрата. В последнее время они вытесняются соседними диалектами, близкими к верхненемецкому языку, в то время как сами нижнерейнские диалекты употребляются устно в речи пожилых жителей этих областей.